# أليسون ج دوب
كانت أليسون جين دوب (1954-24 أكتوبر 2014) طبيبة نفسية مؤثرة وعالمة أحياء وعالمة أعصاب كندية. اشتهرت بعملها الرائد في علم الأحياء العصبية للطيور الذي ربط بين أصوات الطيور و لغة الإنسان، مما يدل على أن الطيور والبشر يتعلمون التواصل بطرق مماثلة. في عام 2014، حصلت دوب على جائزة براديل للأبحاث من الأكاديمية الوطنية للعلوم لعملها في الدوائر العصبية ومعالجة المعلومات في الطيور المغردة.

## حياتها
بعد تخرجها من جامعة ماكجيل، حصلت دوب على درجة الماجستير والدكتوراه في علم الأعصاب من جامعة هارفارد. انضمت إلى قسمي الطب النفسي وعلم وظائف الأعضاء بجامعة كاليفورنيا، سان فرانسيسكو في عام 1993 كأستاذ مساعد، وتمت ترقيتها إلى أستاذ في عام 2000.
في عام 2008، تم انتخابها زميلة في الأكاديمية الأمريكية للفنون والعلوم. توفيت في 24 أكتوبر 2014، بسبب مرض السرطان.

## المنشورات
Doupe، Allison J.؛ Kuhl، Patricia K. (مارس 1999). "BIRDSONG AND HUMAN SPEECH: Common Themes and Mechanisms". Annual Review of Neuroscience. ج. 22: 567–631. DOI:10.1146/annurev.neuro.22.1.567. PMID:10202549.
Brainard، Michael S.؛ Doupe، Allison J. (13 أبريل 2000). "Interruption of a basal ganglia–forebrain circuit prevents plasticity of learned vocalizations". Nature. ج. 404 ع. 6779: 762–766. Bibcode:2000Natur.404..762B. DOI:10.1038/35008083. PMID:10783889.
Kojima، Satoshi؛ Kao، Mimi H.؛ Doupe، Allison J. (19 مارس 2013). "Task-related "cortical" bursting depends critically on basal ganglia input and is linked to vocal plasticity". PNAS. ج. 110 ع. 12: 4756–4761. Bibcode:2013PNAS..110.4756K. DOI:10.1073/pnas.1216308110. PMC:3607039. PMID:23449880.

## الجوائز
- زمالة كلينجنشتاين 1993[8]
- منحة سيرل 1993[9]
- 2012 جائزة دبليو ألدن سبنسر
- 2013 جائزة كوزاريللي من وقائع الاكادمية الوطنية للعلوم بالولايات المتحدة الامركية[10]
- 2014 جائزة براديل للأبحاث من الأكاديمية الوطنية للعلوم[11]